# Famille de Clérieu
La famille de Clérieu est une famille noble éteinte du Dauphiné.

## Origines
La recherche des origines de la famille de Clérieu nécessite l'interprétation des actes de donation qui donnent des indications sur les filiations probables à partir des noms utilisés qui sont considérés comme des anthroponymes de la famille.
Les plus anciens membres assurés remontent au IXe siècle avec Silvion (ou Sylvion) l'Incendiaire (870-après 930), mais les historiens ont relié la famille aux évêques de Valence Bonitus II, évêque en 788, et Salvius II (755-820), probablement son neveu, évêque en 820, Adon (780-835), évêque en 835. L'évêque de Valence Bonitus II serait lui-même l'arrière-petit-fils de l'évêque de Clermont Bonitus. À partir de cette filiation certains historiens comme Christian Settipani, Laurent Grimaldi et Pierre-Yves Laffont ont fait remonter leurs origines aux familles gallo-romaines des Salvii, des Syagrii et des Aviti.
Le premier membre rattaché à la famille de Clérieu est Silvion, marié à Didane, connu par un acte de 812 lui donnant, avec l'accord de l'archevêque de Vienne Barnard, l'usufruit de biens donnés au chapitre de Saint-Maurice de Vienne par l'archevêque Ursus (740-après 796), acte RD (Regeste dauphinois) 593. 
Entre Silvion (ou Sylvion) et Silvion l'Incendiaire, les historiens ont placés un Silvion connu en 810, un Léger né en 840, mort avant 903, marié à Gotolinde, père de Gomberge mariée à Ungrinus, né vers 850 et mort avant 921, et de Rostaing (Rostagnus) né vers 870 et mort après 903, coadjuteur de l'archevêque de Vienne cité en 903. On trouve deux actes concernant Rostaing archevêque de Vienne :
16 juin vers 903 : Rostagnus, archevêque de Vienne, donne à Dieu et à saint Maurice l'église Saint-Pierre de Vilaris. Sa mère Gotolende et son frère Adon souscrivent à l'acte 903.
23 avril 939 : Rostagnus, évêque par la grâce de Dieu [coadjuteur de Vienne] donne à l'église [de Romans] dédiée aux martyrs Séverin, Exupère et Félicien pour le repos de son père Léger [Leodegarius], de sa mère Gotolinde, de ses frères Guillaume, Adon et Didier, deux manses à Arthemonay...

## Silvion l'Incendaire
Un acte du 12 juin 923 indique : Donation par Silvion [Silvion l'Incendiaire], pour le repos de l'âme de son père Ungrinius, de sa mère Gomberge, de son oncle Gailenus, à l'église (de Romans) sur l'Isère, que gouvernent Alexandre, archevêque [de Vienne], et Remegarius, évêque [de Valence]. Les biens sont situés dans le pagus de Valence, et comprennent la villa de Carliaco, l'église Saint-Michel de Pisançon, , celles de Saint-Auban et de Saint-Ferréol à Pectoratis (commune de Chatuzange), etc..
Vers 930, l'archevêque de Vienne Sobon a des difficultés avec les moines de l'abbaye Saint-Barnard de Romans. Pour les mater, il a envoyé ses soldats sous le commandement de Silvion à Romans. Ces soldats pillent et incendient l'abbaye. Les moines s'adressent alors au pape Jean XI qui décide alors de mettre l'abbaye sous sa protection et la soustrait à l'autorité de l'archevêque de Vienne. Dans le bref émis par le pape, probablement en 932, Silvion s'accuse d'avoir fait incendier l'abbaye, fait pénitence et s'oblige à la reconstruire. Dans la rédaction du cartulaire de l'abbaye de Romans, les moines de l'abbaye ont continué à affirmer dans le préambule du bref que c'est Sobon qui a donné l'ordre de brûler l'abbaye et que Silvion n'a fait que l'exécuter. 
Silvion, pour se faire pardonner, s'est rendu à Rome et s'est agenouillé devant le pape. Le pardon lui est accordé sous les conditions de faire pénitence publique, de donner d'importantes aumônes et d'affranchir soixante serfs. Cependant, Silvion a conservé les terres de l'église située aux portes de Romans qui a constitué le domaine de la baronnie de Clérieux. L'archevêque Sobon a donné à Silvion le domaine de Génissieux aux portes de Romans. Ce domaine est entré dans les possessions des dauphins de Viennois par le mariage de Gotelène, fille de Silvion Ier de Clérieu avec Guigues d'Albon, vers 1000, parents de Guigues Ier d'Albon.
Sa fille Gotheline est mariée à Geilin Ier, comte de Valentinois entre 943 et 960. Ensemble, ils font des dons à l'abbaye Saint-Chaffre en 956 ou 962.

## SilvionIerde Clérieu
Il est qualifié dans une charte de 994 de magnificus vir. Comme ses ancêtres il a eu des querelles avec les moines de la collégiale Saint-Barnard de Romans-sur-Isère dont les possessions étaient limitrophes des siennes. D'abord pour la manse de Bouverie que son trisaïeul leur avait usurpé du temps de l'archevêque de Vienne Sobon (927-949), puis au sujet des remparts que les moines ont élevés malgré lui autour de Romans. Craignant comme les moines de Romans la puissance envahissante des comtes d'Albon, ces conflits ont été limités.
Le 28 août, probablement 973, Silvion et son épouse Wila, pour obtenir le pardon de leurs péchés, donnent à l'église de Romans que gouverne l'abbé Guillaume une manse à Chanos.
Dans un acte rédigé vers 995, Silvion de Clérieu considérant la gravité de ses péchés mais confiant dans la miséricorde de Dieu, avec l'assentiment de l'archevêque Thibaud, restitue à la basilique de Saint-Pierre à Romans l'église de Saint-Romain, avec ses dépendances, port et moulins.
D'après une charte de l'abbaye de Cluny, en 976 ou 977, Silvion, son épouse Wila et leur fils Guillaume ont fait donation à l'abbaye de Cluny de biens dans le pagus de Viviers pour la fondation d'un prieuré à Rompon dédié à Saint Pierre.
Vers 1024, Wila, du consentement de Guillaume, donne à l'église de Romans fondée par saint Barnard, pour sa sépulture et l'âme de son mari Silvion, un manse à Saint-Martin (sur Chatuzange), au pagus de Valence mais s'en réserve l'usufruit.
Les enfants de Silvion Ier et de Wila de Vienne sont :
- Adon (d'après Anatole de Gallier),
- Gotelène,
- Guillaume l'Ancien (aussi surnommé Rufus dans un acte) ou Fides. Pour Giraud et Anatole de Gallier, Laurent Grimaldi et Pierre-Yves Laffont, Fides est la fille de Silvion Ier. Par contre, dans un acte de donation de Wila dans le pagus de Valence, vers 1024, Guillaume dit qu'il est le fils de Wila.

Adon est le seigneur de Clérieux.

## Guillaume l'Ancien
Il est marié avec Fides. Le couple n'est connu que par les actes de leurs enfants. Ils sont morts avant 1045. Si certains historiens ont fait de Fides la fille de Silvion Ier, il est plus probable qu'il soit le fils de Silvion Ier. Leurs enfants sont :
- Guillaume Manceps, le riche ou le cupide.
- Armand[14],
- Adon,
- Léger, abbé de Saint-Barnard de Romans en 1025, archevêque de Vienne en 1031. Le fait que Léger soit le fils de Guillaume et de Fides est montré par une charte du 23 novembre 1025 concernant son élection se trouvant dans le cartulaire de Saint-Barnard[15]. Cette charte montre aussi que l'abbaye est un fief de sa famille qui possède tous les revenus et tous les droits qui lui sont attachés.

Léger, puis Armand, passent des actes avec Bernon de Bressieu, père d'Armand de Bressieu, concernant le château de Pisançon à titre de bénéfice.

## Adon de Clérieu
Adon de Clérieu, chanoine de Romans, fils de Guillaume l'Ancien et de Fides, frère de Léger, archevêque de Vienne, de Guillaume Manceps et d'Armand.
Dans un acte du 28 juin vers 1044, il fait don du mas de Drotian, dans le village de Saint-Paul et de ses dépendances en terres et en prés à l'église de Romans. Ses frères Léger, Guillaume et Armand, ainsi que sa mère Fides, signent l'acte.
Cet acte nous informe qu'Adon a été chanoine de la collégiale Saint-Barnard avant de revenir à la vie laïque, peut-être après le décès d'Armand, et d'avoir des enfants.
Un acte du 27 janvier 1052/1053 fait à Romans indique que l'abbaye de Romans a été détruite par Sobon, archevêque de Vienne, et en a distribué les biens au plusieurs chevaliers. Par la suite, avec l'aide des archevêques de Vienne Thibaud et Burchard, les moines ont essayé de récupérer leurs biens sans y réussir. Ils se rendent alors au synode réuni à Rome par le pape Léon IX, avec 72 évêques, dont Léger, archevêque de Vienne. Le pape demande à Léger de faire rendre les biens saisis. Il n'y réussit pas complètement. Adon de Clérieu est présent.

## Guillaume II de Clérieu
Dans un acte de donation à l'église de Romans (RD2448), Guillaume II de Clérieu se dit le fils d'Adon et le petit-fils de Guillaume Rufus. Cet acte rend peu probable la généalogie proposée par Laurent Grimaldi faisant de Guillaume II le fils d'un Guillaume de Clérieux, petit-fils d'Adon, frère de Fides.
Guillaume de Clérieu est le fils d'Adon et l'arrière-petit-fils de Silvion 1er.
Le 25 août 1091 se plaignent que Guillaume de Clérieu, fils d'Adon, prélève d'injustes redevances sur leurs vignes de Marnas.
En 1095, le pape Urbain II le menace ainsi que François de Royans du glaive et de l'indignation apostolique s'il ne répare pas les graves torts qu'ils ont fait aux chanoines de Romans.
À la fin du XIe siècle, il est intervenu comme médiateur entre Lambert François et l'église de Romans.
À la fin du XIe siècle, il donne son accord à la donation de Guillaume, fils de Lanthelme de Mercurol, faite à l'église de Romans.
Vers 1100, un accord est passé entre Guillaume de Clérieu et Lambert François au sujet du château de Pisançon. Lambert François le tenait seul alors que Guy, archevêque de Vienne et abbé de Romans, et les clercs de cette église l'avaient donné à Guillaume.
Il est témoin vers 1108 d'un don de Guillaume de Mercurol.
Il signe un acte de donation en 1111 faite par Guillaume, fils de Austorgius, à l'église de Romans.

## Silvion II de Clérieu
En 1130, Silvion de Clérieu rend à l'église de Romans la manse de la Bouverie mais s'en réserve l'usufrit. Il se désiste de ses exigences sur les terres de Saint-Barnard à partir du Chalon mais les châtelains de Clérieu et les autres chevaliers ont des réserves. Il confirme les donations de ses ancêtres Silvion, Guillaume, Adon et de son père Guillaume. L'acte est confirmé par son épouse Mételine et Guillaume, abbé de Saint-Félix.
En 1132, nouvelle querelle entre Sivion de Clérieu et les moines de Romans au sujet de la hauteur des portes de la ville. Trois évêques sont nommés pour faire la médiation.
Le 15 octobre 1141, Silvion de Clérieu, sa femme Mételine et son fils du même nom font une donation à la commanderie de Richerenches. Cette charte est signée comme témoins par Rostaing de Sabran et Raymond de Toulouse qui n'a alors que 7 ans. C'est la première mention du futur Raymond V de Toulouse dans cette partie des états de son père.
En 1144, un accord est passé entre Jean, évêque de Valence, et Silvion de Clérieu, par l'entremise d'Étienne, archevêque de Vienne, et Hugues, évêque de Die. Silvion cède à l'évêque de Valence le château et mandement d'Alixan avec tous ses droits.
Dans un bref du 29 mars 1144, l'évêque de Valence dans lequel on apprend que l'abbé Béraud et les moines de l'abbaye Saint-Chaffre se sont plaints de Silvion de Clérieu et d'Arnaud de Crest qui s'emparent des biens du monastère de Cliousclat (Clivum).
En 1150, Silvion de Clérieu se plaint que les moines de la collégiale de Romans ont incendié son bois de Voirassiers alors qu'il avait dépensé des milliers de sols en faisant pour eux la guerre au dauphin Guigues qui s'était emparé de la ville et l'avait incendiée. Un accord est passé avec l'église de Romans en présence de Hugues, archevêque de Vienne, Silvion, sa mère Mételine. Son frère, Guillaume l'abbé, sacristain de Romans, autorise la communauté des moines à prendre chaque année son affouage dans le bois de Voirassiers.
Le 16 septembre 1151, à Worms, Conrad III, roi des Romains, donne un diplôme à Silvion de Clérieu indiquant qu'il ne devra hommage qu'aux empereurs et rois des Romains, lui confirme la possession de Clérieux (Clariacum) et d'autres châteaux que possédait son aïeul Adon, casse les ventes et transactions passées avec Léger, archevêque de Vienne, l'autorise à établir un péage sur terre et sur eau à La Voulte (Volta) et à Confolens (Confolentia, port à la confluence de l'Isère avec le Rhône).
Silvion de Clérieu est présent comme témoin en 1152.
À Worms, le 7 juin 1153, Frédéric 1er, roi des Romains, concède en fief à Silvion de Clérieu le château de Clérieux et le port de Charmagnieu (Charamaneum), avec les tonlieux et péages, sauf les droits de l'empire. Il doit faire à l'armée et à la cour le service des vassaux.
Silion de Clérieu est présent à Besançon en octobre 1157 parmi les vassaux venus rendre hommage au nouveau roi de Bourgogne. Il reste ensuite sur ses terres où il va continuer ses disputes avec les chanoines de Romans qui construisaient les remparts de la ville pour se protéger de ses convoitises. Pour augmenter ses biens, il a été un usurpateur des biens ecclésiastiques tant dans le Dauphiné que dans le Vivarais où il possédait La Voulte et Glun, où il pille le prieuré Notre-Dame de la Mure avec Arnaud de Crest en 1144. Il est encore vivant en 1160.
Il a eu trois fils de Mételine. L'aîné, appelé comme lui Silvion, est mort avant lui. Les suivants, Roger et Guillaume dit l'abbé, lui ont succédé.

## RogerIerde Clérieu
Son frère aîné, Silvion, lui a donné le fief de La Voulte.
Le 1er avril 1168/1169, Roger de Clérieu , avec le consentement de sa mère Mételine et de ses vassaux, augmente les donations antérieures de son père Silvion et de sa mère, de ses frères et de lui-même, aux chevaliers du Temple de Richerenches.
Roger 1er de Clérieu a été marié à Raymonde, probablement de Visan, car ils donnent, en 1159, le droit de pacage à la commanderie sur tout le territoire de Visan.
Une charte de donation non datée, probablement après 1169, du cartulaire de l'abbaye de Léoncel lui cède des droits.
En 1172, il est garant d'un dont fait aux frères de l'abbaye de Bonnevaux.
Contrairement à ce qu'affirme Justin Brun-Durand (1836-1910), il n'a eu qu'une seule fille de sa femme Raymonde, Mételine qui s'est mariée avec Guillaume Jourdain de Fay ou de Mézenc. De cette union est née Saure de Fay (vers 1165-après 1241) mariée à Raymond de Mévouillon et Philippa de Fay (vers 1185-après 1251), dame de La Voulte, mariée Aymar II de Poitiers-Valentinois.
Roger 1er de Clérieu n'a pas eu de fils. Après sa mort, en 1189, la seigneurie serait alors passée à son frère Guillaume de Clérieu dit l'abbé, puis à ses fils.

## Guillaume de Clérieu dit l'abbé
Il serait le cadet de la famille. Il a d'abord été destiné à une vie d'ecclésiastique. Il a été pourvu, vers 1165, de l'abbaye Saint-Félix de Valence et de la sacristie de la collégiale Saint-Barnard de Romans, bénéfices qui avaient été possédés par son oncle Guillaume. C'est probablement ce dernier qui est cité dans un acte de 1161 au sujet des remparts construits autour de Romans dont se plaint Guigues, dauphin de Viennois.
En 1171/1185, il donne son assentiment pour un don fait par Otgerius à l'église Saint-Félix de Valence.
Le 6 mai 1178, il donne deux vignes à l'abbaye de Saint-Ruf
N'étant pas encore engagé définitivement dans les ordres, il a pu, après la mort de son frère Silvion, revenir à la vie laïque et se marier avec Aalis. Après avoir été marié il a voulu garder les bénéfices ecclésiastiques dont il avait été pourvu. Il a fallu l'intervention de l'archevêque de Vienne, des évêques de Valence et de Die, de tout le chapitre de Romans, pour qu'il renonce le 29 octobre 1196 au poste de sacristain de Romans et les dîmes des paroisses de Samson et de Saint-Mamans.
Pendant sa vie il a joué deux rôles :
- il a soumis à son fief les seigneuries de Montchenu, de Margès, de Claveyson, et de Croze,
- il a dû se défendre contre les entreprises des Dauphins de Viennois et des comtes de Valentinois. En 1191, à Saint-Vallier, il a signé avec la dauphine Béatrix un traité dans lequel il a reconnu la suzeraineté des dauphins pour Clérieux, mais aussi pour tout ce qu'il possédait dans le Dauphiné et dans le Vivarais. Comme gage de sa parole, il a remis aux officiers de la dauphine son château de Larnage, celle-ci lui apportait sa garanti en cas d'attaque par les comtes de Valentinois.

Dans un acte de donation de 1194 à l'abbaye de Léoncel du monastère de Part-Dieu près de Pisançon où il est indiqué que le cimetière avait été béni par lui. Il prend dans cet acte le titre d'abbé : Willelmi abbas de Clariaco.
Pour Justin Brun-Durand (1836-1910), Guillaume de Clérieu n'a pas eu d'enfants et ses biens seraient alors passés à son frère Roger 1er. Cette hypothèse est peu vraisemblable car Roger 1er est mort avant Guillaume et les biens de Roger, hors ceux reçus par sa fille Mételine, lui sont revenus.

## Guillaume Gratepaille
Il signe comme témoin avec son frère Roger, seigneur de Clérieux, dans un acte de donation fait à Romans le 4 mars 1214. Dans un acte fait à Chanos en 1218, Guillaume de Mercurol, son frère Pierre et les fils de celui-ci, lui cèdent le château de Mercurol et son mandement, mais il leur rétrocède le tout en fief dont ils doivent lui faire hommage, le rétrocéder à réquisition, le defendre à leur frais. En septembre 1221, Guillaume Gratepaille et Roger de Clérieu achètent à Raymond de Charmes la justice de Veaunes et ils lui donnent en contrepartie la maison forte de Veaunes et ses dépendances en fief libre.
Raymond de Miribel rend hommage lige à Guillaume Gratepaille après 1224 pour les fiefs qu'il tient dans le mandement de Miribel de Valclérieux, et vente des biens qu'Humbert de Miribel possédait dans le château de Miribel à Guillaume Gratepaille.
Le 16 juin 1228, Guillaume d'Entremont vend à Guillaume Gratepaille ses droits sur Mercurol et Clérieux pour 3 000 sols et 30 livres viennoises.
Le 2 juin 1247, il rend une sentence arbitrale avec Robert, évêque de Gap, concernant un différend entre Humbert, archevêque d'Embrun, et le dauphin Guigues. Cet accord est passé en présence de Roger de Clérieu et de son fils Silvion. À cette époque, Guillaume Gratepaille et Roger de Clérieu sont proches du dauphin Guigues.

## Roger II de Clérieu
Justin Brun-Durand (1836-1910) le dit fils de Roger 1er de Clérieu. Il est en fait le frère cadet de Guillaume Gratepaille et le fils de Guillaume l'abbé. 
En 1229, il intervient avec Giraud Bastet de Crussol dans un compromis entre les habitants de Valence qui ont formé une confrérie et l'évêque de Valence, Guillaume de Savoie.
En 1247 il est témoin avec son fils Silvion d'un accord entre l'archevêque d'Embrun et Guigues VII, comte d'Albon.
Il est plus connu à cause de ses différends avec le roi Louis IX au moment où celui-ci part pour la septième croisade, en 1248. Alors que l'avant-garde de l'armée du roi descend le Rhône pour aller embarquer à Aigues-Mortes, elle passe devant le château de La Roche-sur-Glun appartenant à Roger II et celui-ci demande le paiement d'une redevance pour le passage de l'avant-garde conformément au droit accordé par l'empereur Conrad III à son ancêtre Silvion II. Le roi refuse de payer et les soldats de Roger II massacrent l'avant-garde. Le roi assiège le château qui résiste pendant plusieurs semaines mais il tombe. Le roi fait détruire le donjon, mais l'intervention du Dauphin permet d'en sauver une partie et laisse la vie sauve à Roger II.
Le 14 septembre 1251, à Valence, Roger Bermond d'Anduze, seigneur de La Voulte et son cousin, fait don à Roger de Clérieu et son fils Silvion de sa part du château de Clérieux et de son mandement. Il se réserve les péages, chemins et délits sur les routes. Il promet de l'aider en guerre contre Aymar de Poitiers à l'aide de tout ce qu'il a en Valclérieux.
Il s'est marié avec Guigone de Roussillon, sœur d'Artaud II de Roussillon dont il a :
- Silvion III,
- Roger, chanoine de Valence,
- Jean, qui est vivant en 1280.

## Silvion III de Clérieu
Il a épousé, par contrat du 31 mai 1230, Béatrix de Beaudiner, fille de Guillaume et de Béatrix de Jarez. Elle apporte en dot Châteaubourg et son mandement, le tiers du port et le fief de la Garde-de-Soyon, la juridiction de Toulaud, le château de Charmes.
Le 22 février 1250/1251, il est accusé d'avoir fait prisonnier Guigues Pagani le fils et d'avoir reçu dans ses châteaux de Clérieux, la Roche ou Pisançon les assassins de Raynaud Galbert, homme lige du Dauphin, et de Guoliset de Vatilieu, qui avait participé à la mort de Berlion de la Tour, seigneur de Vinay, homme lige du Dauphin. Silvion a décidé de répondre de ces accusations devant le Dauphin.
Le 26 octobre 1257, Silvion de Clérieu reconnaît que les droits sur Clérieux appartiennent à Pierre Bermond d'Anduze, seigneur de La Voulte. 
Silvion est tenu prisonnier par Aymar III de Poitiers. Le Dauphin confie le château de La Roche-sur-Glun à ses parents Artaud de Roussillon et Guillaume son fils, en 1267. Silvion est libéré en 1272 grâce à eux et leur signe une reconnaissance de dettes en janvier 1273.
Il a eu de Béatrix un fils, Roger. Il fait son testament en faveur de son fils le 12 février 1280.

## Roger III de Clérieu
Le 1er septembre 1280, Roger de Clérieu, fils de feu Silvion, reconnaît tenir de Jean, Dauphin de Viennois, en fief rendable, les châteaux de Clérieux et de la Roche-sur-Glun.
Il épouse, par contrat du 12 novembre 1255, Marguerite de Poitiers, fille d'Aymar III de Poitiers-Valentinois et de Sybille de Beaujeu. En 1280, Aymar IV de Poitiers cède à sa sœur, en dot, la terre de Châteauneuf..

## Guillaume Graton et Guichard de Clérieu
Après la mort de Humbert 1er de Viennois en 1307, il a prêté hommage au Dauphin de Viennois Jean II.
En 1308, il a négocié avec Philippe le Bel la paix entre le Dauphiné et la Savoie. Il est bailli de Viennois en 1320.
Guillaume Graton de Clérieu a fait de son frère Guichard de Clérieu son héritier, puis, s'il n'a pas de descendance, Guillaume de Poitiers, fils d'Aymar IV et d'Hippolyte de Bourgogne, seigneur de Saint-Vallier. Guichard de Clérieu n'ayant pas eu d'enfant à sa mort, ses biens vont aller à Guillaume de Poitiers. 
Le 22 novembre 1327, Guichard de Clérieu rend son hommage lige à Guigues, dauphin de Viennois, pour la terre de Clérieux (Clayriaci) et les arrière-fiefs de Margès, Montchenu, Claveyson, le fief du château de Chantemerle, arrière-fief du château de Larnage, celui de Mercurol, la maison de Reymond de Miribel et le château de Roche-de-Glun (Rupis de Gluey). Guichard fait de Aymar IV de Poitiers son héritier pour sa partie, ce qui va entraîner des différents.

## Généalogie simplifiée
La documentation généalogique étant lacunaire, la généalogie proposée est celle déduite des notes et de la bibliographie.
|  |  |                                                |                                                |                                                |                                                |                                                |                                                |                                |                                |                                         |                                         |                                         |                                         |                                         |                                         |                               |                               | Silvion 780-après 812         | Silvion 780-après 812         | Silvion 780-après 812         | Silvion 780-après 812         | Silvion 780-après 812                   | Silvion 780-après 812                   |                                         |                                         |                                         |                                         |                                 |                                 | Didane                                 | Didane                                 | Didane                                 | Didane                                 | Didane                                 | Didane                                 |                                    |                                    |                                        |                                        |                                        |                                        |                                        |                                        |                                    |                                    |                               |                               |                                    |                                    |                                    |                                    |                                    |                                    |          |          |                                      |                                      |                                      |                                      |                                      |                                      |                                                 |                                                 |                                                 |                                                 |                                                 |                                                 |                                               |                                               |                                               |                                               |                                               |                                               |                         |                         |                         |                         |  |  |  |  |
|  |  |                                                |                                                |                                                |                                                |                                                |                                                |                                |                                |                                         |                                         |                                         |                                         |                                         |                                         |                               |                               | Silvion 780-après 812         | Silvion 780-après 812         | Silvion 780-après 812         | Silvion 780-après 812         | Silvion 780-après 812                   | Silvion 780-après 812                   |                                         |                                         |                                         |                                         |                                 |                                 | Didane                                 | Didane                                 | Didane                                 | Didane                                 | Didane                                 | Didane                                 |                                    |                                    |                                        |                                        |                                        |                                        |                                        |                                        |                                    |                                    |                               |                               |                                    |                                    |                                    |                                    |                                    |                                    |          |          |                                      |                                      |                                      |                                      |                                      |                                      |                                                 |                                                 |                                                 |                                                 |                                                 |                                                 |                                               |                                               |                                               |                                               |                                               |                                               |                         |                         |                         |                         |  |  |  |  |
|  |  |                                                |                                                |                                                |                                                |                                                |                                                |                                |                                |                                         |                                         |                                         |                                         |                                         |                                         |                               |                               |                               |                               |                               |                               |                                         |                                         |                                         |                                         |                                         |                                         |                                 |                                 |                                        |                                        |                                        |                                        |                                        |                                        |                                    |                                    |                                        |                                        |                                        |                                        |                                        |                                        |                                    |                                    |                               |                               |                                    |                                    |                                    |                                    |                                    |                                    |          |          |                                      |                                      |                                      |                                      |                                      |                                      |                                                 |                                                 |                                                 |                                                 |                                                 |                                                 |                                               |                                               |                                               |                                               |                                               |                                               |                         |                         |                         |                         |  |  |  |  |
|  |  |                                                |                                                |                                                |                                                |                                                |                                                |                                |                                |                                         |                                         |                                         |                                         |                                         |                                         |                               |                               |                               |                               |                               |                               |                                         |                                         | Silvion vers 810                        | Silvion vers 810                        | Silvion vers 810                        | Silvion vers 810                        | Silvion vers 810                | Silvion vers 810                |                                        |                                        |                                        |                                        |                                        |                                        |                                    |                                    |                                        |                                        |                                        |                                        |                                        |                                        |                                    |                                    | Famille de Rostaing           | Famille de Rostaing           | Famille de Rostaing                | Famille de Rostaing                | Famille de Rostaing                | Famille de Rostaing                |                                    |                                    |          |          |                                      |                                      |                                      |                                      |                                      |                                      |                                                 |                                                 |                                                 |                                                 |                                                 |                                                 |                                               |                                               |                                               |                                               |                                               |                                               |                         |                         |                         |                         |  |  |  |  |
|  |  |                                                |                                                |                                                |                                                |                                                |                                                |                                |                                |                                         |                                         |                                         |                                         |                                         |                                         |                               |                               |                               |                               |                               |                               |                                         |                                         | Silvion vers 810                        | Silvion vers 810                        | Silvion vers 810                        | Silvion vers 810                        | Silvion vers 810                | Silvion vers 810                |                                        |                                        |                                        |                                        |                                        |                                        |                                    |                                    |                                        |                                        |                                        |                                        |                                        |                                        |                                    |                                    | Famille de Rostaing           | Famille de Rostaing           | Famille de Rostaing                | Famille de Rostaing                | Famille de Rostaing                | Famille de Rostaing                |                                    |                                    |          |          |                                      |                                      |                                      |                                      |                                      |                                      |                                                 |                                                 |                                                 |                                                 |                                                 |                                                 |                                               |                                               |                                               |                                               |                                               |                                               |                         |                         |                         |                         |  |  |  |  |
|  |  |                                                |                                                |                                                |                                                |                                                |                                                |                                |                                |                                         |                                         |                                         |                                         |                                         |                                         |                               |                               |                               |                               |                               |                               |                                         |                                         |                                         |                                         |                                         |                                         |                                 |                                 |                                        |                                        |                                        |                                        |                                        |                                        |                                    |                                    |                                        |                                        |                                        |                                        |                                        |                                        |                                    |                                    |                               |                               |                                    |                                    |                                    |                                    |                                    |                                    |          |          |                                      |                                      |                                      |                                      |                                      |                                      |                                                 |                                                 |                                                 |                                                 |                                                 |                                                 |                                               |                                               |                                               |                                               |                                               |                                               |                         |                         |                         |                         |  |  |  |  |
|  |  |                                                |                                                |                                                |                                                |                                                |                                                |                                |                                |                                         |                                         |                                         |                                         |                                         |                                         |                               |                               |                               |                               |                               |                               |                                         |                                         | Léger (840-avant 903)                   | Léger (840-avant 903)                   | Léger (840-avant 903)                   | Léger (840-avant 903)                   | Léger (840-avant 903)           | Léger (840-avant 903)           |                                        |                                        |                                        |                                        |                                        |                                        | Gotolende                          | Gotolende                          | Gotolende                              | Gotolende                              | Gotolende                              | Gotolende                              |                                        |                                        |                                    |                                    |                               |                               |                                    |                                    |                                    |                                    |                                    |                                    |          |          |                                      |                                      |                                      |                                      |                                      |                                      |                                                 |                                                 |                                                 |                                                 |                                                 |                                                 |                                               |                                               |                                               |                                               |                                               |                                               |                         |                         |                         |                         |  |  |  |  |
|  |  |                                                |                                                |                                                |                                                |                                                |                                                |                                |                                |                                         |                                         |                                         |                                         |                                         |                                         |                               |                               |                               |                               |                               |                               |                                         |                                         | Léger (840-avant 903)                   | Léger (840-avant 903)                   | Léger (840-avant 903)                   | Léger (840-avant 903)                   | Léger (840-avant 903)           | Léger (840-avant 903)           |                                        |                                        |                                        |                                        |                                        |                                        | Gotolende                          | Gotolende                          | Gotolende                              | Gotolende                              | Gotolende                              | Gotolende                              |                                        |                                        |                                    |                                    |                               |                               |                                    |                                    |                                    |                                    |                                    |                                    |          |          |                                      |                                      |                                      |                                      |                                      |                                      |                                                 |                                                 |                                                 |                                                 |                                                 |                                                 |                                               |                                               |                                               |                                               |                                               |                                               |                         |                         |                         |                         |  |  |  |  |
|  |  |                                                |                                                |                                                |                                                |                                                |                                                |                                |                                |                                         |                                         |                                         |                                         |                                         |                                         |                               |                               |                               |                               |                               |                               |                                         |                                         |                                         |                                         |                                         |                                         |                                 |                                 |                                        |                                        |                                        |                                        |                                        |                                        |                                    |                                    |                                        |                                        |                                        |                                        |                                        |                                        |                                    |                                    |                               |                               |                                    |                                    |                                    |                                    |                                    |                                    |          |          |                                      |                                      |                                      |                                      |                                      |                                      |                                                 |                                                 |                                                 |                                                 |                                                 |                                                 |                                               |                                               |                                               |                                               |                                               |                                               |                         |                         |                         |                         |  |  |  |  |
|  |  |                                                |                                                |                                                |                                                |                                                |                                                |                                |                                |                                         |                                         |                                         |                                         |                                         |                                         |                               |                               |                               |                               |                               |                               |                                         |                                         |                                         |                                         |                                         |                                         |                                 |                                 |                                        |                                        |                                        |                                        |                                        |                                        |                                    |                                    |                                        |                                        |                                        |                                        |                                        |                                        |                                    |                                    |                               |                               |                                    |                                    |                                    |                                    |                                    |                                    |          |          |                                      |                                      |                                      |                                      |                                      |                                      |                                                 |                                                 |                                                 |                                                 |                                                 |                                                 |                                               |                                               |                                               |                                               |                                               |                                               |                         |                         |                         |                         |  |  |  |  |
|  |  |                                                |                                                |                                                |                                                |                                                |                                                |                                |                                |                                         |                                         |                                         |                                         |                                         |                                         |                               |                               |                               |                               |                               |                               |                                         |                                         |                                         |                                         |                                         |                                         |                                 |                                 |                                        |                                        |                                        |                                        |                                        |                                        |                                    |                                    |                                        |                                        |                                        |                                        |                                        |                                        |                                    |                                    |                               |                               |                                    |                                    |                                    |                                    |                                    |                                    |          |          |                                      |                                      |                                      |                                      |                                      |                                      |                                                 |                                                 |                                                 |                                                 |                                                 |                                                 |                                               |                                               |                                               |                                               |                                               |                                               |                         |                         |                         |                         |  |  |  |  |
|  |  |                                                |                                                |                                                |                                                | Ungrinius (850-avant 921)                      | Ungrinius (850-avant 921)                      | Ungrinius (850-avant 921)      | Ungrinius (850-avant 921)      | Ungrinius (850-avant 921)               | Ungrinius (850-avant 921)               |                                         |                                         | Gomberge                                | Gomberge                                | Gomberge                      | Gomberge                      | Gomberge                      | Gomberge                      |                               |                               | Didier                                  | Didier                                  | Didier                                  | Didier                                  | Didier                                  | Didier                                  |                                 |                                 | Guillaume                              | Guillaume                              | Guillaume                              | Guillaume                              | Guillaume                              | Guillaume                              |                                    |                                    | Adon                                   | Adon                                   | Adon                                   | Adon                                   | Adon                                   | Adon                                   |                                    |                                    | Rostaing Archevêque de Vienne | Rostaing Archevêque de Vienne | Rostaing Archevêque de Vienne      | Rostaing Archevêque de Vienne      | Rostaing Archevêque de Vienne      | Rostaing Archevêque de Vienne      |                                    |                                    |          |          |                                      |                                      |                                      |                                      |                                      |                                      |                                                 |                                                 |                                                 |                                                 |                                                 |                                                 |                                               |                                               |                                               |                                               |                                               |                                               |                         |                         |                         |                         |  |  |  |  |
|  |  |                                                |                                                |                                                |                                                | Ungrinius (850-avant 921)                      | Ungrinius (850-avant 921)                      | Ungrinius (850-avant 921)      | Ungrinius (850-avant 921)      | Ungrinius (850-avant 921)               | Ungrinius (850-avant 921)               |                                         |                                         | Gomberge                                | Gomberge                                | Gomberge                      | Gomberge                      | Gomberge                      | Gomberge                      |                               |                               | Didier                                  | Didier                                  | Didier                                  | Didier                                  | Didier                                  | Didier                                  |                                 |                                 | Guillaume                              | Guillaume                              | Guillaume                              | Guillaume                              | Guillaume                              | Guillaume                              |                                    |                                    | Adon                                   | Adon                                   | Adon                                   | Adon                                   | Adon                                   | Adon                                   |                                    |                                    | Rostaing Archevêque de Vienne | Rostaing Archevêque de Vienne | Rostaing Archevêque de Vienne      | Rostaing Archevêque de Vienne      | Rostaing Archevêque de Vienne      | Rostaing Archevêque de Vienne      |                                    |                                    |          |          |                                      |                                      |                                      |                                      |                                      |                                      |                                                 |                                                 |                                                 |                                                 |                                                 |                                                 |                                               |                                               |                                               |                                               |                                               |                                               |                         |                         |                         |                         |  |  |  |  |
|  |  |                                                |                                                |                                                |                                                |                                                |                                                |                                |                                |                                         |                                         |                                         |                                         |                                         |                                         |                               |                               |                               |                               |                               |                               |                                         |                                         |                                         |                                         |                                         |                                         |                                 |                                 |                                        |                                        |                                        |                                        |                                        |                                        |                                    |                                    |                                        |                                        |                                        |                                        |                                        |                                        |                                    |                                    |                               |                               |                                    |                                    |                                    |                                    |                                    |                                    |          |          |                                      |                                      |                                      |                                      |                                      |                                      |                                                 |                                                 |                                                 |                                                 |                                                 |                                                 |                                               |                                               |                                               |                                               |                                               |                                               |                         |                         |                         |                         |  |  |  |  |
|  |  |                                                |                                                |                                                |                                                |                                                |                                                |                                |                                | Silvion l'Incendiaire (870-après 930)   | Silvion l'Incendiaire (870-après 930)   | Silvion l'Incendiaire (870-après 930)   | Silvion l'Incendiaire (870-après 930)   | Silvion l'Incendiaire (870-après 930)   | Silvion l'Incendiaire (870-après 930)   |                               |                               |                               |                               |                               |                               | Aurélien (parenté) Archevêque de Lyon   | Aurélien (parenté) Archevêque de Lyon   | Aurélien (parenté) Archevêque de Lyon   | Aurélien (parenté) Archevêque de Lyon   | Aurélien (parenté) Archevêque de Lyon   | Aurélien (parenté) Archevêque de Lyon   |                                 |                                 |                                        |                                        |                                        |                                        | Louis III l'Aveugle                    | Louis III l'Aveugle                    | Louis III l'Aveugle                | Louis III l'Aveugle                | Louis III l'Aveugle                    | Louis III l'Aveugle                    |                                        |                                        |                                        |                                        |                                    |                                    |                               |                               |                                    |                                    |                                    |                                    |                                    |                                    |          |          |                                      |                                      |                                      |                                      |                                      |                                      |                                                 |                                                 |                                                 |                                                 |                                                 |                                                 |                                               |                                               |                                               |                                               |                                               |                                               |                         |                         |                         |                         |  |  |  |  |
|  |  |                                                |                                                |                                                |                                                |                                                |                                                |                                |                                | Silvion l'Incendiaire (870-après 930)   | Silvion l'Incendiaire (870-après 930)   | Silvion l'Incendiaire (870-après 930)   | Silvion l'Incendiaire (870-après 930)   | Silvion l'Incendiaire (870-après 930)   | Silvion l'Incendiaire (870-après 930)   |                               |                               |                               |                               |                               |                               | Aurélien (parenté) Archevêque de Lyon   | Aurélien (parenté) Archevêque de Lyon   | Aurélien (parenté) Archevêque de Lyon   | Aurélien (parenté) Archevêque de Lyon   | Aurélien (parenté) Archevêque de Lyon   | Aurélien (parenté) Archevêque de Lyon   |                                 |                                 |                                        |                                        |                                        |                                        | Louis III l'Aveugle                    | Louis III l'Aveugle                    | Louis III l'Aveugle                | Louis III l'Aveugle                | Louis III l'Aveugle                    | Louis III l'Aveugle                    |                                        |                                        |                                        |                                        |                                    |                                    |                               |                               |                                    |                                    |                                    |                                    |                                    |                                    |          |          |                                      |                                      |                                      |                                      |                                      |                                      |                                                 |                                                 |                                                 |                                                 |                                                 |                                                 |                                               |                                               |                                               |                                               |                                               |                                               |                         |                         |                         |                         |  |  |  |  |
|  |  |                                                |                                                |                                                |                                                |                                                |                                                |                                |                                |                                         |                                         |                                         |                                         |                                         |                                         |                               |                               |                               |                               |                               |                               |                                         |                                         |                                         |                                         |                                         |                                         |                                 |                                 |                                        |                                        |                                        |                                        |                                        |                                        |                                    |                                    |                                        |                                        |                                        |                                        |                                        |                                        |                                    |                                    |                               |                               |                                    |                                    |                                    |                                    |                                    |                                    |          |          |                                      |                                      |                                      |                                      |                                      |                                      |                                                 |                                                 |                                                 |                                                 |                                                 |                                                 |                                               |                                               |                                               |                                               |                                               |                                               |                         |                         |                         |                         |  |  |  |  |
|  |  |                                                |                                                |                                                |                                                |                                                |                                                |                                |                                |                                         |                                         |                                         |                                         |                                         |                                         |                               |                               |                               |                               |                               |                               |                                         |                                         |                                         |                                         |                                         |                                         |                                 |                                 |                                        |                                        |                                        |                                        |                                        |                                        |                                    |                                    |                                        |                                        |                                        |                                        |                                        |                                        |                                    |                                    |                               |                               |                                    |                                    |                                    |                                    |                                    |                                    |          |          |                                      |                                      |                                      |                                      |                                      |                                      |                                                 |                                                 |                                                 |                                                 |                                                 |                                                 |                                               |                                               |                                               |                                               |                                               |                                               |                         |                         |                         |                         |  |  |  |  |
|  |  |                                                |                                                |                                                |                                                | Silvion (vers 910)                             | Silvion (vers 910)                             | Silvion (vers 910)             | Silvion (vers 910)             | Silvion (vers 910)                      | Silvion (vers 910)                      |                                         |                                         | Gotheline                               | Gotheline                               | Gotheline                     | Gotheline                     | Gotheline                     | Gotheline                     |                               |                               | Geilin Comte de Valence (900-après 962) | Geilin Comte de Valence (900-après 962) | Geilin Comte de Valence (900-après 962) | Geilin Comte de Valence (900-après 962) | Geilin Comte de Valence (900-après 962) | Geilin Comte de Valence (900-après 962) |                                 |                                 |                                        |                                        |                                        |                                        | Charles-Constantin de Vienne           | Charles-Constantin de Vienne           | Charles-Constantin de Vienne       | Charles-Constantin de Vienne       | Charles-Constantin de Vienne           | Charles-Constantin de Vienne           |                                        |                                        |                                        |                                        |                                    |                                    |                               |                               |                                    |                                    |                                    |                                    |                                    |                                    |          |          |                                      |                                      |                                      |                                      |                                      |                                      |                                                 |                                                 |                                                 |                                                 |                                                 |                                                 |                                               |                                               |                                               |                                               |                                               |                                               |                         |                         |                         |                         |  |  |  |  |
|  |  |                                                |                                                |                                                |                                                | Silvion (vers 910)                             | Silvion (vers 910)                             | Silvion (vers 910)             | Silvion (vers 910)             | Silvion (vers 910)                      | Silvion (vers 910)                      |                                         |                                         | Gotheline                               | Gotheline                               | Gotheline                     | Gotheline                     | Gotheline                     | Gotheline                     |                               |                               | Geilin Comte de Valence (900-après 962) | Geilin Comte de Valence (900-après 962) | Geilin Comte de Valence (900-après 962) | Geilin Comte de Valence (900-après 962) | Geilin Comte de Valence (900-après 962) | Geilin Comte de Valence (900-après 962) |                                 |                                 |                                        |                                        |                                        |                                        | Charles-Constantin de Vienne           | Charles-Constantin de Vienne           | Charles-Constantin de Vienne       | Charles-Constantin de Vienne       | Charles-Constantin de Vienne           | Charles-Constantin de Vienne           |                                        |                                        |                                        |                                        |                                    |                                    |                               |                               |                                    |                                    |                                    |                                    |                                    |                                    |          |          |                                      |                                      |                                      |                                      |                                      |                                      |                                                 |                                                 |                                                 |                                                 |                                                 |                                                 |                                               |                                               |                                               |                                               |                                               |                                               |                         |                         |                         |                         |  |  |  |  |
|  |  |                                                |                                                |                                                |                                                |                                                |                                                |                                |                                |                                         |                                         |                                         |                                         |                                         |                                         |                               |                               |                               |                               |                               |                               |                                         |                                         |                                         |                                         |                                         |                                         |                                 |                                 |                                        |                                        |                                        |                                        |                                        |                                        |                                    |                                    |                                        |                                        |                                        |                                        |                                        |                                        |                                    |                                    |                               |                               |                                    |                                    |                                    |                                    |                                    |                                    |          |          |                                      |                                      |                                      |                                      |                                      |                                      |                                                 |                                                 |                                                 |                                                 |                                                 |                                                 |                                               |                                               |                                               |                                               |                                               |                                               |                         |                         |                         |                         |  |  |  |  |
|  |  |                                                |                                                |                                                |                                                |                                                |                                                |                                |                                |                                         |                                         |                                         |                                         |                                         |                                         |                               |                               |                               |                               |                               |                               |                                         |                                         |                                         |                                         |                                         |                                         |                                 |                                 |                                        |                                        |                                        |                                        |                                        |                                        |                                    |                                    |                                        |                                        |                                        |                                        |                                        |                                        |                                    |                                    |                               |                               |                                    |                                    |                                    |                                    |                                    |                                    |          |          |                                      |                                      |                                      |                                      |                                      |                                      |                                                 |                                                 |                                                 |                                                 |                                                 |                                                 |                                               |                                               |                                               |                                               |                                               |                                               |                         |                         |                         |                         |  |  |  |  |
|  |  |                                                |                                                |                                                |                                                | Silvion 1er (940-avant 1024)                   | Silvion 1er (940-avant 1024)                   | Silvion 1er (940-avant 1024)   | Silvion 1er (940-avant 1024)   | Silvion 1er (940-avant 1024)            | Silvion 1er (940-avant 1024)            |                                         |                                         |                                         |                                         |                               |                               | Wila de Vienne                | Wila de Vienne                | Wila de Vienne                | Wila de Vienne                | Wila de Vienne                          | Wila de Vienne                          |                                         |                                         |                                         |                                         |                                 |                                 |                                        |                                        |                                        |                                        |                                        |                                        |                                    |                                    |                                        |                                        |                                        |                                        |                                        |                                        |                                    |                                    |                               |                               |                                    |                                    |                                    |                                    |                                    |                                    |          |          |                                      |                                      |                                      |                                      |                                      |                                      |                                                 |                                                 |                                                 |                                                 |                                                 |                                                 |                                               |                                               |                                               |                                               |                                               |                                               |                         |                         |                         |                         |  |  |  |  |
|  |  |                                                |                                                |                                                |                                                | Silvion 1er (940-avant 1024)                   | Silvion 1er (940-avant 1024)                   | Silvion 1er (940-avant 1024)   | Silvion 1er (940-avant 1024)   | Silvion 1er (940-avant 1024)            | Silvion 1er (940-avant 1024)            |                                         |                                         |                                         |                                         |                               |                               | Wila de Vienne                | Wila de Vienne                | Wila de Vienne                | Wila de Vienne                | Wila de Vienne                          | Wila de Vienne                          |                                         |                                         |                                         |                                         |                                 |                                 |                                        |                                        |                                        |                                        |                                        |                                        |                                    |                                    |                                        |                                        |                                        |                                        |                                        |                                        |                                    |                                    |                               |                               |                                    |                                    |                                    |                                    |                                    |                                    |          |          |                                      |                                      |                                      |                                      |                                      |                                      |                                                 |                                                 |                                                 |                                                 |                                                 |                                                 |                                               |                                               |                                               |                                               |                                               |                                               |                         |                         |                         |                         |  |  |  |  |
|  |  |                                                |                                                |                                                |                                                |                                                |                                                |                                |                                |                                         |                                         |                                         |                                         |                                         |                                         |                               |                               |                               |                               |                               |                               |                                         |                                         |                                         |                                         |                                         |                                         |                                 |                                 |                                        |                                        |                                        |                                        |                                        |                                        |                                    |                                    |                                        |                                        |                                        |                                        |                                        |                                        |                                    |                                    |                               |                               |                                    |                                    |                                    |                                    |                                    |                                    |          |          |                                      |                                      |                                      |                                      |                                      |                                      |                                                 |                                                 |                                                 |                                                 |                                                 |                                                 |                                               |                                               |                                               |                                               |                                               |                                               |                         |                         |                         |                         |  |  |  |  |
|  |  |                                                |                                                |                                                |                                                |                                                |                                                |                                |                                |                                         |                                         |                                         |                                         |                                         |                                         |                               |                               |                               |                               |                               |                               |                                         |                                         |                                         |                                         |                                         |                                         |                                 |                                 |                                        |                                        |                                        |                                        |                                        |                                        |                                    |                                    |                                        |                                        |                                        |                                        |                                        |                                        |                                    |                                    |                               |                               |                                    |                                    |                                    |                                    |                                    |                                    |          |          |                                      |                                      |                                      |                                      |                                      |                                      |                                                 |                                                 |                                                 |                                                 |                                                 |                                                 |                                               |                                               |                                               |                                               |                                               |                                               |                         |                         |                         |                         |  |  |  |  |
|  |  |                                                |                                                |                                                |                                                |                                                |                                                |                                |                                |                                         |                                         |                                         |                                         |                                         |                                         |                               |                               |                               |                               |                               |                               |                                         |                                         |                                         |                                         |                                         |                                         |                                 |                                 |                                        |                                        |                                        |                                        |                                        |                                        |                                    |                                    |                                        |                                        |                                        |                                        |                                        |                                        |                                    |                                    |                               |                               |                                    |                                    |                                    |                                    |                                    |                                    |          |          |                                      |                                      |                                      |                                      |                                      |                                      |                                                 |                                                 |                                                 |                                                 |                                                 |                                                 |                                               |                                               |                                               |                                               |                                               |                                               |                         |                         |                         |                         |  |  |  |  |
|  |  |                                                |                                                |                                                |                                                | Adon                                           | Adon                                           | Adon                           | Adon                           | Adon                                    | Adon                                    |                                         |                                         | Fides                                   | Fides                                   | Fides                         | Fides                         | Fides                         | Fides                         |                               |                               | Guillaume mort avant 1045               | Guillaume mort avant 1045               | Guillaume mort avant 1045               | Guillaume mort avant 1045               | Guillaume mort avant 1045               | Guillaume mort avant 1045               |                                 |                                 |                                        |                                        |                                        |                                        | Gotelène                               | Gotelène                               | Gotelène                           | Gotelène                           | Gotelène                               | Gotelène                               |                                        |                                        | Guigues d'Albon                        | Guigues d'Albon                        | Guigues d'Albon                    | Guigues d'Albon                    | Guigues d'Albon               | Guigues d'Albon               |                                    |                                    |                                    |                                    |                                    |                                    |          |          |                                      |                                      |                                      |                                      |                                      |                                      |                                                 |                                                 |                                                 |                                                 |                                                 |                                                 |                                               |                                               |                                               |                                               |                                               |                                               |                         |                         |                         |                         |  |  |  |  |
|  |  |                                                |                                                |                                                |                                                | Adon                                           | Adon                                           | Adon                           | Adon                           | Adon                                    | Adon                                    |                                         |                                         | Fides                                   | Fides                                   | Fides                         | Fides                         | Fides                         | Fides                         |                               |                               | Guillaume mort avant 1045               | Guillaume mort avant 1045               | Guillaume mort avant 1045               | Guillaume mort avant 1045               | Guillaume mort avant 1045               | Guillaume mort avant 1045               |                                 |                                 |                                        |                                        |                                        |                                        | Gotelène                               | Gotelène                               | Gotelène                           | Gotelène                           | Gotelène                               | Gotelène                               |                                        |                                        | Guigues d'Albon                        | Guigues d'Albon                        | Guigues d'Albon                    | Guigues d'Albon                    | Guigues d'Albon               | Guigues d'Albon               |                                    |                                    |                                    |                                    |                                    |                                    |          |          |                                      |                                      |                                      |                                      |                                      |                                      |                                                 |                                                 |                                                 |                                                 |                                                 |                                                 |                                               |                                               |                                               |                                               |                                               |                                               |                         |                         |                         |                         |  |  |  |  |
|  |  |                                                |                                                |                                                |                                                |                                                |                                                |                                |                                |                                         |                                         |                                         |                                         |                                         |                                         |                               |                               |                               |                               |                               |                               |                                         |                                         |                                         |                                         |                                         |                                         |                                 |                                 |                                        |                                        |                                        |                                        |                                        |                                        |                                    |                                    |                                        |                                        |                                        |                                        |                                        |                                        |                                    |                                    |                               |                               |                                    |                                    |                                    |                                    |                                    |                                    |          |          |                                      |                                      |                                      |                                      |                                      |                                      |                                                 |                                                 |                                                 |                                                 |                                                 |                                                 |                                               |                                               |                                               |                                               |                                               |                                               |                         |                         |                         |                         |  |  |  |  |
|  |  |                                                |                                                |                                                |                                                |                                                |                                                |                                |                                |                                         |                                         |                                         |                                         |                                         |                                         |                               |                               |                               |                               |                               |                               |                                         |                                         |                                         |                                         |                                         |                                         |                                 |                                 |                                        |                                        |                                        |                                        |                                        |                                        |                                    |                                    |                                        |                                        |                                        |                                        |                                        |                                        |                                    |                                    |                               |                               |                                    |                                    |                                    |                                    |                                    |                                    |          |          |                                      |                                      |                                      |                                      |                                      |                                      |                                                 |                                                 |                                                 |                                                 |                                                 |                                                 |                                               |                                               |                                               |                                               |                                               |                                               |                         |                         |                         |                         |  |  |  |  |
|  |  |                                                |                                                |                                                |                                                | Adon (1000-entre 1052 et 1062)                 | Adon (1000-entre 1052 et 1062)                 | Adon (1000-entre 1052 et 1062) | Adon (1000-entre 1052 et 1062) | Adon (1000-entre 1052 et 1062)          | Adon (1000-entre 1052 et 1062)          |                                         |                                         | Guillaume Manceps                       | Guillaume Manceps                       | Guillaume Manceps             | Guillaume Manceps             | Guillaume Manceps             | Guillaume Manceps             |                               |                               | Armand                                  | Armand                                  | Armand                                  | Armand                                  | Armand                                  | Armand                                  |                                 |                                 | Léger Archevêque de Vienne (1000-1070) | Léger Archevêque de Vienne (1000-1070) | Léger Archevêque de Vienne (1000-1070) | Léger Archevêque de Vienne (1000-1070) | Léger Archevêque de Vienne (1000-1070) | Léger Archevêque de Vienne (1000-1070) |                                    |                                    | Guigues Ier Comte d'Albon (~1000-1070) | Guigues Ier Comte d'Albon (~1000-1070) | Guigues Ier Comte d'Albon (~1000-1070) | Guigues Ier Comte d'Albon (~1000-1070) | Guigues Ier Comte d'Albon (~1000-1070) | Guigues Ier Comte d'Albon (~1000-1070) |                                    |                                    |                               |                               |                                    |                                    |                                    |                                    |                                    |                                    |          |          |                                      |                                      |                                      |                                      |                                      |                                      |                                                 |                                                 |                                                 |                                                 |                                                 |                                                 |                                               |                                               |                                               |                                               |                                               |                                               |                         |                         |                         |                         |  |  |  |  |
|  |  |                                                |                                                |                                                |                                                | Adon (1000-entre 1052 et 1062)                 | Adon (1000-entre 1052 et 1062)                 | Adon (1000-entre 1052 et 1062) | Adon (1000-entre 1052 et 1062) | Adon (1000-entre 1052 et 1062)          | Adon (1000-entre 1052 et 1062)          |                                         |                                         | Guillaume Manceps                       | Guillaume Manceps                       | Guillaume Manceps             | Guillaume Manceps             | Guillaume Manceps             | Guillaume Manceps             |                               |                               | Armand                                  | Armand                                  | Armand                                  | Armand                                  | Armand                                  | Armand                                  |                                 |                                 | Léger Archevêque de Vienne (1000-1070) | Léger Archevêque de Vienne (1000-1070) | Léger Archevêque de Vienne (1000-1070) | Léger Archevêque de Vienne (1000-1070) | Léger Archevêque de Vienne (1000-1070) | Léger Archevêque de Vienne (1000-1070) |                                    |                                    | Guigues Ier Comte d'Albon (~1000-1070) | Guigues Ier Comte d'Albon (~1000-1070) | Guigues Ier Comte d'Albon (~1000-1070) | Guigues Ier Comte d'Albon (~1000-1070) | Guigues Ier Comte d'Albon (~1000-1070) | Guigues Ier Comte d'Albon (~1000-1070) |                                    |                                    |                               |                               |                                    |                                    |                                    |                                    |                                    |                                    |          |          |                                      |                                      |                                      |                                      |                                      |                                      |                                                 |                                                 |                                                 |                                                 |                                                 |                                                 |                                               |                                               |                                               |                                               |                                               |                                               |                         |                         |                         |                         |  |  |  |  |
|  |  |                                                |                                                |                                                |                                                | Guillaume II (1050-après 1123)                 |                                                |                                |                                |                                         |                                         |                                         |                                         |                                         |                                         |                               |                               |                               |                               |                               |                               |                                         |                                         |                                         |                                         |                                         |                                         |                                 |                                 |                                        |                                        |                                        |                                        |                                        |                                        |                                    |                                    |                                        |                                        |                                        |                                        |                                        |                                        |                                    |                                    |                               |                               |                                    |                                    |                                    |                                    |                                    |                                    |          |          |                                      |                                      |                                      |                                      |                                      |                                      |                                                 |                                                 |                                                 |                                                 |                                                 |                                                 |                                               |                                               |                                               |                                               |                                               |                                               |                         |                         |                         |                         |  |  |  |  |
|  |  |                                                |                                                |                                                |                                                |                                                |                                                |                                |                                |                                         |                                         |                                         |                                         |                                         |                                         |                               |                               |                               |                               |                               |                               |                                         |                                         |                                         |                                         |                                         |                                         |                                 |                                 |                                        |                                        |                                        |                                        |                                        |                                        |                                    |                                    |                                        |                                        |                                        |                                        |                                        |                                        |                                    |                                    |                               |                               |                                    |                                    |                                    |                                    |                                    |                                    |          |          |                                      |                                      |                                      |                                      |                                      |                                      |                                                 |                                                 |                                                 |                                                 |                                                 |                                                 |                                               |                                               |                                               |                                               |                                               |                                               |                         |                         |                         |                         |  |  |  |  |
|  |  |                                                |                                                |                                                |                                                |                                                |                                                |                                |                                |                                         |                                         |                                         |                                         |                                         |                                         |                               |                               |                               |                               |                               |                               |                                         |                                         |                                         |                                         |                                         |                                         |                                 |                                 |                                        |                                        |                                        |                                        |                                        |                                        |                                    |                                    |                                        |                                        |                                        |                                        |                                        |                                        |                                    |                                    |                               |                               |                                    |                                    |                                    |                                    |                                    |                                    |          |          |                                      |                                      |                                      |                                      |                                      |                                      |                                                 |                                                 |                                                 |                                                 |                                                 |                                                 |                                               |                                               |                                               |                                               |                                               |                                               |                         |                         |                         |                         |  |  |  |  |
|  |  |                                                |                                                |                                                |                                                |                                                |                                                |                                |                                |                                         |                                         |                                         |                                         |                                         |                                         |                               |                               |                               |                               |                               |                               |                                         |                                         |                                         |                                         |                                         |                                         |                                 |                                 |                                        |                                        |                                        |                                        |                                        |                                        |                                    |                                    |                                        |                                        |                                        |                                        |                                        |                                        |                                    |                                    |                               |                               |                                    |                                    |                                    |                                    |                                    |                                    |          |          |                                      |                                      |                                      |                                      |                                      |                                      |                                                 |                                                 |                                                 |                                                 |                                                 |                                                 |                                               |                                               |                                               |                                               |                                               |                                               |                         |                         |                         |                         |  |  |  |  |
|  |  | Guillaume Abbé de Saint-Félix (1090-après1174) | Guillaume Abbé de Saint-Félix (1090-après1174) | Guillaume Abbé de Saint-Félix (1090-après1174) | Guillaume Abbé de Saint-Félix (1090-après1174) | Guillaume Abbé de Saint-Félix (1090-après1174) | Guillaume Abbé de Saint-Félix (1090-après1174) |                                |                                | Silvion II de Clérieu (1080-après 1152) | Silvion II de Clérieu (1080-après 1152) | Silvion II de Clérieu (1080-après 1152) | Silvion II de Clérieu (1080-après 1152) | Silvion II de Clérieu (1080-après 1152) | Silvion II de Clérieu (1080-après 1152) |                               |                               |                               |                               |                               |                               | Mételine de Béziers (1090-après 1169)   | Mételine de Béziers (1090-après 1169)   | Mételine de Béziers (1090-après 1169)   | Mételine de Béziers (1090-après 1169)   | Mételine de Béziers (1090-après 1169)   | Mételine de Béziers (1090-après 1169)   |                                 |                                 |                                        |                                        |                                        |                                        |                                        |                                        |                                    |                                    |                                        |                                        |                                        |                                        |                                        |                                        |                                    |                                    |                               |                               |                                    |                                    |                                    |                                    |                                    |                                    |          |          |                                      |                                      |                                      |                                      |                                      |                                      |                                                 |                                                 |                                                 |                                                 |                                                 |                                                 |                                               |                                               |                                               |                                               |                                               |                                               |                         |                         |                         |                         |  |  |  |  |
|  |  | Guillaume Abbé de Saint-Félix (1090-après1174) | Guillaume Abbé de Saint-Félix (1090-après1174) | Guillaume Abbé de Saint-Félix (1090-après1174) | Guillaume Abbé de Saint-Félix (1090-après1174) | Guillaume Abbé de Saint-Félix (1090-après1174) | Guillaume Abbé de Saint-Félix (1090-après1174) |                                |                                | Silvion II de Clérieu (1080-après 1152) | Silvion II de Clérieu (1080-après 1152) | Silvion II de Clérieu (1080-après 1152) | Silvion II de Clérieu (1080-après 1152) | Silvion II de Clérieu (1080-après 1152) | Silvion II de Clérieu (1080-après 1152) |                               |                               |                               |                               |                               |                               | Mételine de Béziers (1090-après 1169)   | Mételine de Béziers (1090-après 1169)   | Mételine de Béziers (1090-après 1169)   | Mételine de Béziers (1090-après 1169)   | Mételine de Béziers (1090-après 1169)   | Mételine de Béziers (1090-après 1169)   |                                 |                                 |                                        |                                        |                                        |                                        |                                        |                                        |                                    |                                    |                                        |                                        |                                        |                                        |                                        |                                        |                                    |                                    |                               |                               |                                    |                                    |                                    |                                    |                                    |                                    |          |          |                                      |                                      |                                      |                                      |                                      |                                      |                                                 |                                                 |                                                 |                                                 |                                                 |                                                 |                                               |                                               |                                               |                                               |                                               |                                               |                         |                         |                         |                         |  |  |  |  |
|  |  |                                                |                                                |                                                |                                                |                                                |                                                |                                |                                |                                         |                                         |                                         |                                         |                                         |                                         |                               |                               |                               |                               |                               |                               |                                         |                                         |                                         |                                         |                                         |                                         |                                 |                                 |                                        |                                        |                                        |                                        |                                        |                                        |                                    |                                    |                                        |                                        |                                        |                                        |                                        |                                        |                                    |                                    |                               |                               |                                    |                                    |                                    |                                    |                                    |                                    |          |          |                                      |                                      |                                      |                                      |                                      |                                      |                                                 |                                                 |                                                 |                                                 |                                                 |                                                 |                                               |                                               |                                               |                                               |                                               |                                               |                         |                         |                         |                         |  |  |  |  |
|  |  |                                                |                                                |                                                |                                                |                                                |                                                |                                |                                |                                         |                                         |                                         |                                         |                                         |                                         |                               |                               |                               |                               |                               |                               |                                         |                                         |                                         |                                         |                                         |                                         |                                 |                                 |                                        |                                        |                                        |                                        |                                        |                                        |                                    |                                    |                                        |                                        |                                        |                                        |                                        |                                        |                                    |                                    |                               |                               |                                    |                                    |                                    |                                    |                                    |                                    |          |          |                                      |                                      |                                      |                                      |                                      |                                      |                                                 |                                                 |                                                 |                                                 |                                                 |                                                 |                                               |                                               |                                               |                                               |                                               |                                               |                         |                         |                         |                         |  |  |  |  |
|  |  |                                                |                                                |                                                |                                                |                                                |                                                |                                |                                |                                         |                                         |                                         |                                         |                                         |                                         |                               |                               |                               |                               |                               |                               |                                         |                                         |                                         |                                         |                                         |                                         |                                 |                                 |                                        |                                        |                                        |                                        |                                        |                                        |                                    |                                    |                                        |                                        |                                        |                                        |                                        |                                        |                                    |                                    |                               |                               |                                    |                                    |                                    |                                    |                                    |                                    |          |          |                                      |                                      |                                      |                                      |                                      |                                      |                                                 |                                                 |                                                 |                                                 |                                                 |                                                 |                                               |                                               |                                               |                                               |                                               |                                               |                         |                         |                         |                         |  |  |  |  |
|  |  |                                                |                                                |                                                |                                                |                                                |                                                | Silvion                        | Silvion                        | Silvion                                 | Silvion                                 | Silvion                                 | Silvion                                 |                                         |                                         |                               |                               |                               |                               |                               |                               |                                         |                                         |                                         |                                         |                                         |                                         |                                 |                                 |                                        |                                        |                                        |                                        |                                        |                                        |                                    |                                    |                                        |                                        |                                        |                                        |                                        |                                        |                                    |                                    |                               |                               | Roger I de Clérieu (1110-1189)     | Roger I de Clérieu (1110-1189)     | Roger I de Clérieu (1110-1189)     | Roger I de Clérieu (1110-1189)     | Roger I de Clérieu (1110-1189)     | Roger I de Clérieu (1110-1189)     |          |          | Raymonde                             | Raymonde                             | Raymonde                             | Raymonde                             | Raymonde                             | Raymonde                             |                                                 |                                                 |                                                 |                                                 |                                                 |                                                 |                                               |                                               |                                               |                                               |                                               |                                               |                         |                         |                         |                         |  |  |  |  |
|  |  |                                                |                                                |                                                |                                                |                                                |                                                | Silvion                        | Silvion                        | Silvion                                 | Silvion                                 | Silvion                                 | Silvion                                 |                                         |                                         |                               |                               |                               |                               |                               |                               |                                         |                                         |                                         |                                         |                                         |                                         |                                 |                                 |                                        |                                        |                                        |                                        |                                        |                                        |                                    |                                    |                                        |                                        |                                        |                                        |                                        |                                        |                                    |                                    |                               |                               | Roger I de Clérieu (1110-1189)     | Roger I de Clérieu (1110-1189)     | Roger I de Clérieu (1110-1189)     | Roger I de Clérieu (1110-1189)     | Roger I de Clérieu (1110-1189)     | Roger I de Clérieu (1110-1189)     |          |          | Raymonde                             | Raymonde                             | Raymonde                             | Raymonde                             | Raymonde                             | Raymonde                             |                                                 |                                                 |                                                 |                                                 |                                                 |                                                 |                                               |                                               |                                               |                                               |                                               |                                               |                         |                         |                         |                         |  |  |  |  |
|  |  |                                                |                                                |                                                |                                                |                                                |                                                |                                |                                |                                         |                                         |                                         |                                         |                                         |                                         |                               |                               |                               |                               |                               |                               |                                         |                                         |                                         |                                         |                                         |                                         |                                 |                                 |                                        |                                        |                                        |                                        |                                        |                                        |                                    |                                    |                                        |                                        |                                        |                                        |                                        |                                        |                                    |                                    |                               |                               |                                    |                                    |                                    |                                    |                                    |                                    |          |          |                                      |                                      |                                      |                                      |                                      |                                      |                                                 |                                                 |                                                 |                                                 |                                                 |                                                 |                                               |                                               |                                               |                                               |                                               |                                               |                         |                         |                         |                         |  |  |  |  |
|  |  |                                                |                                                |                                                |                                                |                                                |                                                |                                |                                |                                         |                                         |                                         |                                         |                                         |                                         | Guillaume Abbé de Saint-Félix | Guillaume Abbé de Saint-Félix | Guillaume Abbé de Saint-Félix | Guillaume Abbé de Saint-Félix | Guillaume Abbé de Saint-Félix | Guillaume Abbé de Saint-Félix |                                         |                                         | Aalis                                   | Aalis                                   | Aalis                                   | Aalis                                   | Aalis                           | Aalis                           |                                        |                                        |                                        |                                        |                                        |                                        |                                    |                                    |                                        |                                        |                                        |                                        |                                        |                                        |                                    |                                    |                               |                               |                                    |                                    |                                    |                                    | Mételine                           | Mételine                           | Mételine | Mételine | Mételine                             | Mételine                             |                                      |                                      |                                      |                                      | Guillaume-Jourdain de Chapteuil Seigneur de Fay | Guillaume-Jourdain de Chapteuil Seigneur de Fay | Guillaume-Jourdain de Chapteuil Seigneur de Fay | Guillaume-Jourdain de Chapteuil Seigneur de Fay | Guillaume-Jourdain de Chapteuil Seigneur de Fay | Guillaume-Jourdain de Chapteuil Seigneur de Fay |                                               |                                               |                                               |                                               |                                               |                                               |                         |                         |                         |                         |  |  |  |  |
|  |  |                                                |                                                |                                                |                                                |                                                |                                                |                                |                                |                                         |                                         |                                         |                                         |                                         |                                         | Guillaume Abbé de Saint-Félix | Guillaume Abbé de Saint-Félix | Guillaume Abbé de Saint-Félix | Guillaume Abbé de Saint-Félix | Guillaume Abbé de Saint-Félix | Guillaume Abbé de Saint-Félix |                                         |                                         | Aalis                                   | Aalis                                   | Aalis                                   | Aalis                                   | Aalis                           | Aalis                           |                                        |                                        |                                        |                                        |                                        |                                        |                                    |                                    |                                        |                                        |                                        |                                        |                                        |                                        |                                    |                                    |                               |                               |                                    |                                    |                                    |                                    | Mételine                           | Mételine                           | Mételine | Mételine | Mételine                             | Mételine                             |                                      |                                      |                                      |                                      | Guillaume-Jourdain de Chapteuil Seigneur de Fay | Guillaume-Jourdain de Chapteuil Seigneur de Fay | Guillaume-Jourdain de Chapteuil Seigneur de Fay | Guillaume-Jourdain de Chapteuil Seigneur de Fay | Guillaume-Jourdain de Chapteuil Seigneur de Fay | Guillaume-Jourdain de Chapteuil Seigneur de Fay |                                               |                                               |                                               |                                               |                                               |                                               |                         |                         |                         |                         |  |  |  |  |
|  |  |                                                |                                                |                                                |                                                |                                                |                                                |                                |                                |                                         |                                         |                                         |                                         |                                         |                                         |                               |                               |                               |                               |                               |                               |                                         |                                         |                                         |                                         |                                         |                                         |                                 |                                 |                                        |                                        |                                        |                                        |                                        |                                        |                                    |                                    |                                        |                                        |                                        |                                        |                                        |                                        |                                    |                                    |                               |                               |                                    |                                    |                                    |                                    |                                    |                                    |          |          |                                      |                                      |                                      |                                      |                                      |                                      |                                                 |                                                 |                                                 |                                                 |                                                 |                                                 |                                               |                                               |                                               |                                               |                                               |                                               |                         |                         |                         |                         |  |  |  |  |
|  |  |                                                |                                                |                                                |                                                |                                                |                                                |                                |                                |                                         |                                         |                                         |                                         |                                         |                                         |                               |                               |                               |                               |                               |                               |                                         |                                         |                                         |                                         |                                         |                                         |                                 |                                 |                                        |                                        |                                        |                                        |                                        |                                        |                                    |                                    |                                        |                                        |                                        |                                        |                                        |                                        |                                    |                                    |                               |                               |                                    |                                    |                                    |                                    |                                    |                                    |          |          |                                      |                                      |                                      |                                      |                                      |                                      |                                                 |                                                 |                                                 |                                                 |                                                 |                                                 |                                               |                                               |                                               |                                               |                                               |                                               |                         |                         |                         |                         |  |  |  |  |
|  |  |                                                |                                                |                                                |                                                |                                                |                                                |                                |                                |                                         |                                         |                                         |                                         |                                         |                                         | Guillaume Gratepaille         | Guillaume Gratepaille         | Guillaume Gratepaille         | Guillaume Gratepaille         | Guillaume Gratepaille         | Guillaume Gratepaille         |                                         |                                         | Roger II de Clérieu (1185-1255)         | Roger II de Clérieu (1185-1255)         | Roger II de Clérieu (1185-1255)         | Roger II de Clérieu (1185-1255)         | Roger II de Clérieu (1185-1255) | Roger II de Clérieu (1185-1255) |                                        |                                        | Guigonne du Roussillon                 | Guigonne du Roussillon                 | Guigonne du Roussillon                 | Guigonne du Roussillon                 | Guigonne du Roussillon             | Guigonne du Roussillon             |                                        |                                        |                                        |                                        |                                        |                                        |                                    |                                    |                               |                               |                                    |                                    |                                    |                                    |                                    |                                    |          |          | Philippa de Fay (morte en 1258)      | Philippa de Fay (morte en 1258)      | Philippa de Fay (morte en 1258)      | Philippa de Fay (morte en 1258)      | Philippa de Fay (morte en 1258)      | Philippa de Fay (morte en 1258)      |                                                 |                                                 | Aymar II de Poitiers (1189-1239)                | Aymar II de Poitiers (1189-1239)                | Aymar II de Poitiers (1189-1239)                | Aymar II de Poitiers (1189-1239)                | Aymar II de Poitiers (1189-1239)              | Aymar II de Poitiers (1189-1239)              |                                               |                                               |                                               |                                               |                         |                         |                         |                         |  |  |  |  |
|  |  |                                                |                                                |                                                |                                                |                                                |                                                |                                |                                |                                         |                                         |                                         |                                         |                                         |                                         | Guillaume Gratepaille         | Guillaume Gratepaille         | Guillaume Gratepaille         | Guillaume Gratepaille         | Guillaume Gratepaille         | Guillaume Gratepaille         |                                         |                                         | Roger II de Clérieu (1185-1255)         | Roger II de Clérieu (1185-1255)         | Roger II de Clérieu (1185-1255)         | Roger II de Clérieu (1185-1255)         | Roger II de Clérieu (1185-1255) | Roger II de Clérieu (1185-1255) |                                        |                                        | Guigonne du Roussillon                 | Guigonne du Roussillon                 | Guigonne du Roussillon                 | Guigonne du Roussillon                 | Guigonne du Roussillon             | Guigonne du Roussillon             |                                        |                                        |                                        |                                        |                                        |                                        |                                    |                                    |                               |                               |                                    |                                    |                                    |                                    |                                    |                                    |          |          | Philippa de Fay (morte en 1258)      | Philippa de Fay (morte en 1258)      | Philippa de Fay (morte en 1258)      | Philippa de Fay (morte en 1258)      | Philippa de Fay (morte en 1258)      | Philippa de Fay (morte en 1258)      |                                                 |                                                 | Aymar II de Poitiers (1189-1239)                | Aymar II de Poitiers (1189-1239)                | Aymar II de Poitiers (1189-1239)                | Aymar II de Poitiers (1189-1239)                | Aymar II de Poitiers (1189-1239)              | Aymar II de Poitiers (1189-1239)              |                                               |                                               |                                               |                                               |                         |                         |                         |                         |  |  |  |  |
|  |  |                                                |                                                |                                                |                                                |                                                |                                                |                                |                                |                                         |                                         |                                         |                                         |                                         |                                         |                               |                               |                               |                               |                               |                               |                                         |                                         |                                         |                                         |                                         |                                         |                                 |                                 |                                        |                                        |                                        |                                        |                                        |                                        |                                    |                                    |                                        |                                        |                                        |                                        |                                        |                                        |                                    |                                    |                               |                               |                                    |                                    |                                    |                                    |                                    |                                    |          |          |                                      |                                      |                                      |                                      |                                      |                                      |                                                 |                                                 |                                                 |                                                 |                                                 |                                                 |                                               |                                               |                                               |                                               |                                               |                                               |                         |                         |                         |                         |  |  |  |  |
|  |  |                                                |                                                |                                                |                                                |                                                |                                                |                                |                                |                                         |                                         |                                         |                                         |                                         |                                         |                               |                               |                               |                               |                               |                               |                                         |                                         |                                         |                                         |                                         |                                         |                                 |                                 |                                        |                                        |                                        |                                        |                                        |                                        |                                    |                                    |                                        |                                        |                                        |                                        |                                        |                                        |                                    |                                    |                               |                               |                                    |                                    |                                    |                                    |                                    |                                    |          |          |                                      |                                      |                                      |                                      |                                      |                                      |                                                 |                                                 |                                                 |                                                 |                                                 |                                                 |                                               |                                               |                                               |                                               |                                               |                                               |                         |                         |                         |                         |  |  |  |  |
|  |  |                                                |                                                |                                                |                                                |                                                |                                                |                                |                                |                                         |                                         |                                         |                                         |                                         |                                         |                               |                               |                               |                               |                               |                               |                                         |                                         |                                         |                                         |                                         |                                         |                                 |                                 |                                        |                                        |                                        |                                        |                                        |                                        |                                    |                                    |                                        |                                        |                                        |                                        |                                        |                                        |                                    |                                    |                               |                               |                                    |                                    |                                    |                                    |                                    |                                    |          |          | Guillaume II de Poitiers (1202-1227) | Guillaume II de Poitiers (1202-1227) | Guillaume II de Poitiers (1202-1227) | Guillaume II de Poitiers (1202-1227) | Guillaume II de Poitiers (1202-1227) | Guillaume II de Poitiers (1202-1227) |                                                 |                                                 | Josserande de Poitiers Morte après 1250         | Josserande de Poitiers Morte après 1250         | Josserande de Poitiers Morte après 1250         | Josserande de Poitiers Morte après 1250         | Josserande de Poitiers Morte après 1250       | Josserande de Poitiers Morte après 1250       |                                               |                                               | Pierre-Bermond d'Anduze                       | Pierre-Bermond d'Anduze                       | Pierre-Bermond d'Anduze | Pierre-Bermond d'Anduze | Pierre-Bermond d'Anduze | Pierre-Bermond d'Anduze |  |  |  |  |
|  |  |                                                |                                                |                                                |                                                |                                                |                                                |                                |                                |                                         |                                         |                                         |                                         |                                         |                                         |                               |                               |                               |                               |                               |                               |                                         |                                         |                                         |                                         |                                         |                                         |                                 |                                 |                                        |                                        |                                        |                                        |                                        |                                        |                                    |                                    |                                        |                                        |                                        |                                        |                                        |                                        |                                    |                                    |                               |                               |                                    |                                    |                                    |                                    |                                    |                                    |          |          | Guillaume II de Poitiers (1202-1227) | Guillaume II de Poitiers (1202-1227) | Guillaume II de Poitiers (1202-1227) | Guillaume II de Poitiers (1202-1227) | Guillaume II de Poitiers (1202-1227) | Guillaume II de Poitiers (1202-1227) |                                                 |                                                 | Josserande de Poitiers Morte après 1250         | Josserande de Poitiers Morte après 1250         | Josserande de Poitiers Morte après 1250         | Josserande de Poitiers Morte après 1250         | Josserande de Poitiers Morte après 1250       | Josserande de Poitiers Morte après 1250       |                                               |                                               | Pierre-Bermond d'Anduze                       | Pierre-Bermond d'Anduze                       | Pierre-Bermond d'Anduze | Pierre-Bermond d'Anduze | Pierre-Bermond d'Anduze | Pierre-Bermond d'Anduze |  |  |  |  |
|  |  |                                                |                                                |                                                |                                                |                                                |                                                |                                |                                |                                         |                                         |                                         |                                         |                                         |                                         |                               |                               |                               |                               | Jean                          | Jean                          | Jean                                    | Jean                                    | Jean                                    | Jean                                    |                                         |                                         | Roger Chanoine à Valence        | Roger Chanoine à Valence        | Roger Chanoine à Valence               | Roger Chanoine à Valence               | Roger Chanoine à Valence               | Roger Chanoine à Valence               |                                        |                                        | Sylvion III de Clérieu (1210-1280) | Sylvion III de Clérieu (1210-1280) | Sylvion III de Clérieu (1210-1280)     | Sylvion III de Clérieu (1210-1280)     | Sylvion III de Clérieu (1210-1280)     | Sylvion III de Clérieu (1210-1280)     |                                        |                                        | Béatrix de Beaudiner               | Béatrix de Beaudiner               | Béatrix de Beaudiner          | Béatrix de Beaudiner          | Béatrix de Beaudiner               | Béatrix de Beaudiner               |                                    |                                    |                                    |                                    |          |          |                                      |                                      |                                      |                                      |                                      |                                      |                                                 |                                                 |                                                 |                                                 |                                                 |                                                 |                                               |                                               |                                               |                                               |                                               |                                               |                         |                         |                         |                         |  |  |  |  |
|  |  |                                                |                                                |                                                |                                                |                                                |                                                |                                |                                |                                         |                                         |                                         |                                         |                                         |                                         |                               |                               |                               |                               | Jean                          | Jean                          | Jean                                    | Jean                                    | Jean                                    | Jean                                    |                                         |                                         | Roger Chanoine à Valence        | Roger Chanoine à Valence        | Roger Chanoine à Valence               | Roger Chanoine à Valence               | Roger Chanoine à Valence               | Roger Chanoine à Valence               |                                        |                                        | Sylvion III de Clérieu (1210-1280) | Sylvion III de Clérieu (1210-1280) | Sylvion III de Clérieu (1210-1280)     | Sylvion III de Clérieu (1210-1280)     | Sylvion III de Clérieu (1210-1280)     | Sylvion III de Clérieu (1210-1280)     |                                        |                                        | Béatrix de Beaudiner               | Béatrix de Beaudiner               | Béatrix de Beaudiner          | Béatrix de Beaudiner          | Béatrix de Beaudiner               | Béatrix de Beaudiner               |                                    |                                    |                                    |                                    |          |          |                                      |                                      |                                      |                                      |                                      |                                      |                                                 |                                                 |                                                 |                                                 |                                                 |                                                 |                                               |                                               |                                               |                                               |                                               |                                               |                         |                         |                         |                         |  |  |  |  |
|  |  |                                                |                                                |                                                |                                                |                                                |                                                |                                |                                |                                         |                                         |                                         |                                         |                                         |                                         |                               |                               |                               |                               |                               |                               |                                         |                                         |                                         |                                         |                                         |                                         |                                 |                                 |                                        |                                        |                                        |                                        |                                        |                                        |                                    |                                    |                                        |                                        |                                        |                                        |                                        |                                        |                                    |                                    |                               |                               |                                    |                                    |                                    |                                    |                                    |                                    |          |          | Aymar III de Poitiers (1222-1277)    | Aymar III de Poitiers (1222-1277)    | Aymar III de Poitiers (1222-1277)    | Aymar III de Poitiers (1222-1277)    | Aymar III de Poitiers (1222-1277)    | Aymar III de Poitiers (1222-1277)    |                                                 |                                                 |                                                 |                                                 |                                                 |                                                 | Roger Bermond d'Anduze La Voulte (~1230-1305) | Roger Bermond d'Anduze La Voulte (~1230-1305) | Roger Bermond d'Anduze La Voulte (~1230-1305) | Roger Bermond d'Anduze La Voulte (~1230-1305) | Roger Bermond d'Anduze La Voulte (~1230-1305) | Roger Bermond d'Anduze La Voulte (~1230-1305) |                         |                         |                         |                         |  |  |  |  |
|  |  |                                                |                                                |                                                |                                                |                                                |                                                |                                |                                |                                         |                                         |                                         |                                         |                                         |                                         |                               |                               |                               |                               |                               |                               |                                         |                                         |                                         |                                         |                                         |                                         |                                 |                                 |                                        |                                        |                                        |                                        |                                        |                                        |                                    |                                    |                                        |                                        |                                        |                                        |                                        |                                        |                                    |                                    |                               |                               |                                    |                                    |                                    |                                    |                                    |                                    |          |          | Aymar III de Poitiers (1222-1277)    | Aymar III de Poitiers (1222-1277)    | Aymar III de Poitiers (1222-1277)    | Aymar III de Poitiers (1222-1277)    | Aymar III de Poitiers (1222-1277)    | Aymar III de Poitiers (1222-1277)    |                                                 |                                                 |                                                 |                                                 |                                                 |                                                 | Roger Bermond d'Anduze La Voulte (~1230-1305) | Roger Bermond d'Anduze La Voulte (~1230-1305) | Roger Bermond d'Anduze La Voulte (~1230-1305) | Roger Bermond d'Anduze La Voulte (~1230-1305) | Roger Bermond d'Anduze La Voulte (~1230-1305) | Roger Bermond d'Anduze La Voulte (~1230-1305) |                         |                         |                         |                         |  |  |  |  |
|  |  |                                                |                                                |                                                |                                                |                                                |                                                |                                |                                |                                         |                                         |                                         |                                         |                                         |                                         |                               |                               |                               |                               |                               |                               |                                         |                                         |                                         |                                         |                                         |                                         |                                 |                                 |                                        |                                        |                                        |                                        |                                        |                                        |                                    |                                    |                                        |                                        |                                        |                                        |                                        |                                        |                                    |                                    |                               |                               |                                    |                                    |                                    |                                    |                                    |                                    |          |          |                                      |                                      |                                      |                                      |                                      |                                      |                                                 |                                                 |                                                 |                                                 |                                                 |                                                 |                                               |                                               |                                               |                                               |                                               |                                               |                         |                         |                         |                         |  |  |  |  |
|  |  |                                                |                                                |                                                |                                                |                                                |                                                |                                |                                |                                         |                                         |                                         |                                         |                                         |                                         |                               |                               |                               |                               |                               |                               |                                         |                                         |                                         |                                         |                                         |                                         |                                 |                                 |                                        |                                        |                                        |                                        |                                        |                                        |                                    |                                    |                                        |                                        | Roger III de Clérieu Teste en 1303     | Roger III de Clérieu Teste en 1303     | Roger III de Clérieu Teste en 1303     | Roger III de Clérieu Teste en 1303     | Roger III de Clérieu Teste en 1303 | Roger III de Clérieu Teste en 1303 |                               |                               | Marguerite de Poitiers (1246-1303) | Marguerite de Poitiers (1246-1303) | Marguerite de Poitiers (1246-1303) | Marguerite de Poitiers (1246-1303) | Marguerite de Poitiers (1246-1303) | Marguerite de Poitiers (1246-1303) |          |          | Aymar IV de Poitiers (1249-1329)     | Aymar IV de Poitiers (1249-1329)     | Aymar IV de Poitiers (1249-1329)     | Aymar IV de Poitiers (1249-1329)     | Aymar IV de Poitiers (1249-1329)     | Aymar IV de Poitiers (1249-1329)     |                                                 |                                                 |                                                 |                                                 |                                                 |                                                 |                                               |                                               |                                               |                                               |                                               |                                               |                         |                         |                         |                         |  |  |  |  |
|  |  |                                                |                                                |                                                |                                                |                                                |                                                |                                |                                |                                         |                                         |                                         |                                         |                                         |                                         |                               |                               |                               |                               |                               |                               |                                         |                                         |                                         |                                         |                                         |                                         |                                 |                                 |                                        |                                        |                                        |                                        |                                        |                                        |                                    |                                    |                                        |                                        | Roger III de Clérieu Teste en 1303     | Roger III de Clérieu Teste en 1303     | Roger III de Clérieu Teste en 1303     | Roger III de Clérieu Teste en 1303     | Roger III de Clérieu Teste en 1303 | Roger III de Clérieu Teste en 1303 |                               |                               | Marguerite de Poitiers (1246-1303) | Marguerite de Poitiers (1246-1303) | Marguerite de Poitiers (1246-1303) | Marguerite de Poitiers (1246-1303) | Marguerite de Poitiers (1246-1303) | Marguerite de Poitiers (1246-1303) |          |          | Aymar IV de Poitiers (1249-1329)     | Aymar IV de Poitiers (1249-1329)     | Aymar IV de Poitiers (1249-1329)     | Aymar IV de Poitiers (1249-1329)     | Aymar IV de Poitiers (1249-1329)     | Aymar IV de Poitiers (1249-1329)     |                                                 |                                                 |                                                 |                                                 |                                                 |                                                 |                                               |                                               |                                               |                                               |                                               |                                               |                         |                         |                         |                         |  |  |  |  |
|  |  |                                                |                                                |                                                |                                                |                                                |                                                |                                |                                |                                         |                                         |                                         |                                         |                                         |                                         |                               |                               |                               |                               |                               |                               |                                         |                                         |                                         |                                         |                                         |                                         |                                 |                                 |                                        |                                        |                                        |                                        |                                        |                                        |                                    |                                    |                                        |                                        |                                        |                                        |                                        |                                        |                                    |                                    |                               |                               |                                    |                                    |                                    |                                    |                                    |                                    |          |          |                                      |                                      |                                      |                                      |                                      |                                      |                                                 |                                                 |                                                 |                                                 |                                                 |                                                 |                                               |                                               |                                               |                                               |                                               |                                               |                         |                         |                         |                         |  |  |  |  |
|  |  |                                                |                                                |                                                |                                                |                                                |                                                |                                |                                |                                         |                                         |                                         |                                         |                                         |                                         |                               |                               |                               |                               |                               |                               |                                         |                                         |                                         |                                         |                                         |                                         |                                 |                                 |                                        |                                        |                                        |                                        |                                        |                                        |                                    |                                    |                                        |                                        |                                        |                                        |                                        |                                        |                                    |                                    |                               |                               |                                    |                                    |                                    |                                    |                                    |                                    |          |          |                                      |                                      |                                      |                                      |                                      |                                      |                                                 |                                                 |                                                 |                                                 |                                                 |                                                 |                                               |                                               |                                               |                                               |                                               |                                               |                         |                         |                         |                         |  |  |  |  |
|  |  |                                                |                                                |                                                |                                                |                                                |                                                |                                |                                |                                         |                                         |                                         |                                         |                                         |                                         |                               |                               |                               |                               |                               |                               |                                         |                                         |                                         |                                         |                                         |                                         |                                 |                                 |                                        |                                        | Guillaume Graton                       | Guillaume Graton                       | Guillaume Graton                       | Guillaume Graton                       | Guillaume Graton                   | Guillaume Graton                   |                                        |                                        | Guichard                               | Guichard                               | Guichard                               | Guichard                               | Guichard                           | Guichard                           |                               |                               | Sybille                            | Sybille                            | Sybille                            | Sybille                            | Sybille                            | Sybille                            |          |          | Béatrice                             | Béatrice                             | Béatrice                             | Béatrice                             | Béatrice                             | Béatrice                             |                                                 |                                                 |                                                 |                                                 |                                                 |                                                 |                                               |                                               |                                               |                                               |                                               |                                               |                         |                         |                         |                         |  |  |  |  |

## Pour approfondir